# Инорс
Ино́рс (ИНОРС) — жилой район в Калининском районе на северо-востоке города Уфы. Расположен на месте исторического села Моторного (Богородского), основанном в 1604 году. 
В Инорсе расположен историко-архитектурный ансамбль XIX века, включающий Казанско-Богородскую церковь и Богородскую надкладезную часовню, а также постройка сталинской архитектуры — Дом культуры имени М. И. Калинина.

## Название
Само название Инорс (также прописными — ИНОРС) уже использовалось в 1930-х (так называемые дома ИНОРС про проекту М. Я. Гинзбурга).
Также ИНОРС — сокращённо от «иностранная рабочая сила» — жилой квартал Соцгорода ЧТЗ в Челябинске, в котором по типовому проекту в 1932 построен кинотеатр и клуб «Восток». Такой же кинотеатр и клуб под названием «Ударник» в 1933 построен в Инорсе Уфы (ныне — Дом культуры имени М. И. Калинина).
Существует несколько версий происхождение названия.
Первая — название произошло от аббревиатуры «иностранные рабочие и специалисты» — якобы строили район в основном пленные немцы, которые участвовали в строительстве Моторного завода. Впрочем, строительство началось задолго до Великой Отечественной войны.
Вторая — проект застройки села Богородского разрабатывался Государственным институтом норм и стандартов строительной промышленности (действовал в 1928–1934), сокращённо — ИННОРС, от аббревиатуры которого (без одной буквы Н) произошло название
Третья — название произошло от аббревиатуры института норм строительства, по проекту которого в Моторном в 1937—1939 построены первые кирпичные дома.
Четвёртая — проект застройки разрабатывался Ленинградским институтом научной организации строительства — ЛИНОРС — от аббревиатуры которого (без буквы Л) произошло название.

## История
Первое поселение — Новая Слобода — появилось на месте современного Инорса в 1604 году в 18 верстах от тогдашней Уфы. Его основал крещёный татарин Иван Кадомец. В 1613 году по его имени деревня, населённая в основном новокрещёнными крестьянами, стала называться Кадомцевой деревней по имени основателя Ивана Кадомеца. В 1622 году было переименовано в село Богородское, в честь найденной здесь иконы Божьей Матери и постройки Богородской церкви. С 1764 года из Уфы в Богородское проводился крестный ход с чудотворной иконой в память о прекращении нападений бунтовщиков из северных районов башкирского края. Жители села Богородское дали обет: если их село будет избавлено от бедствий, перенести почитаемую икону в Уфимский собор и принимать её у себя и чествовать ежегодно. Село избежало разорения, и в выполнение данного обещания был установлен ежегодный крестный ход 20 июля (7 июля по старому стилю).
В дальнейшем Богородское стало весьма значительным селом, здесь находился волостной центр, была ежегодная ярмарка. В 1770—1774 годах в Богородском находился лагерь пугачёвского полковника И. В. Губанова, вместе с основными силами повстанцев под командованием И. Н. Зарубина, расположенных в Чесноковке, осаждали Уфу. После разгрома 25 марта 1774 года Зарубина деташементом подполковником Михельсоном Губанов вместе с Зарубиным бежал в Табынск и был схвачен 26 марта. В ноябре 1774 Губанов был казнён.
Сооружение моторостроительного завода началось в 1931 году. Его вёл специально для этой цели созданный ВСНХ СССР 17-й государственный строительный трест (позже строительный трест № 3). Башкирский обком партии, изучив особенности местности, решил «считать подходящей, отвечающей всем требованиям и дальнейшим перспективам развития завода площадку около деревни Богородское». В первые месяцы было построено 38 бараков, 3 дома, контора, проведена железнодорожная линия протяженностью в 5,3 км, проложено 18 км шоссейной дороги. Вскоре вокруг будущего завода возник рабочий посёлок Моторное со школами, клубами и больницами.
В 1936 году территория Черниковского поселкового совета была включена в состав города Уфы, а поселковый совет с центром в посёлке Моторное и с подчинением Уфимскому горсовету.

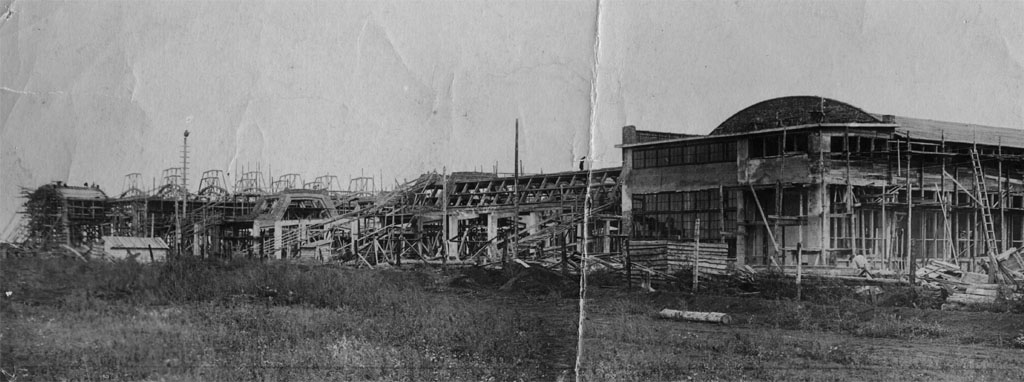
Постройка моторного завода

15 июля 1931 года Политбюро ЦК ВКП(б) приняло решение о строительстве в Уфе в районе Богородского села нового моторного завода, на территории которого в том же году был образован Черниковский поселковый совет. К 1934 году на заводе работало уже более 4 тыс. человек. В 1936 году Черниковский поселковый совет был реорганизован в Черниковский районный совет, подчинённый Уфимскому горсовету, а затем был переименован в Сталинский район Уфы (10 августа 1936 года).
5 декабря 1944 года Сталинский район преобразован в город Черниковск республиканского подчинения. На основании Указа Президиума Верховного совета БАССР от 24 июля 1956 года город Черниковск вошёл в состав Уфы.
Памятью о селе Богородском осталась Сельская Богородская улица.
Ранее в Инорсе располагался Уфимский деревообрабатывающий комбинат (сокращённо Уфимский ДОК), от которого и произошло разговорное название района — ДОК.

## Современный Инорс
Инорс с трёх сторон окружён лесом, рядом с ним протекает река Уфа.
Инорс является промышленно развитым районом. На его территории располагается крупный промышленный комплекс УМПО и Уфимская ТЭЦ-2.
Также в Инорсе находился филиал Московского государственного гуманитарного университета имени М. А. Шолохова.
В Инорсе находятся 10 детских садов, 3 школы, 2 гимназии, 2 лицея.
В Инорсе имеется два официальных пляжа:
- пляж на Тёплом озере;
- Песчаный пляж на реке Уфе.

Основные технико-экономические показатели Инорса за 2009 г.:
- территория района — 996,7 га;
- численность населения — 65,8 тыс. чел.;
- средняя плотность населения в жилой зоне — 291 чел/га;
- жилищный фонд, всего — 1183,8 тыс. м² общей пл./22178 квартир;
- средняя этажность — 9 этажей;
- протяжённость улично-дорожной сети, всего — 21,77 км.

## Улицы
- Бульвар Баландина[9][10]
- бульвар Тухвата Янаби
- Транспортная улица
- улица Георгия Мушникова
- Сельская Богородская улица
- улица Ферина
- улица Фронтовых Бригад
- улица Валерия Лесунова
- улица Набережная Моторостроителей
- улица Летчика Кобелева

## Транспорт
Согласно «Программе расширения маршрутов городского электротранспорта г. Уфы на 2005—2010 гг.» в целях организации удобных, безопасных передвижений населения в городе МУП «Управление электротранспорта городского округа город Уфа РБ» в 2010 году запланировано строительство троллейбусной линии Сипайлово — Инорс. В настоящее время этот проект заморожен на неопределённый срок.

## Достопримечательности
К достопримечательностям Инорса относятся Богородско-Уфимский храм, Часовня святого источника и Тёплое озеро
Въезд в Инорс со стороны Сипайлово украшает памятник журавлям, который располагается на пересечении бульвара Тухвата Янаби и Сельской Богородской улицы.
Скульптурная группа представляет собой фигуры журавлей в натуральную величину в зарослях камыша.

## Галерея

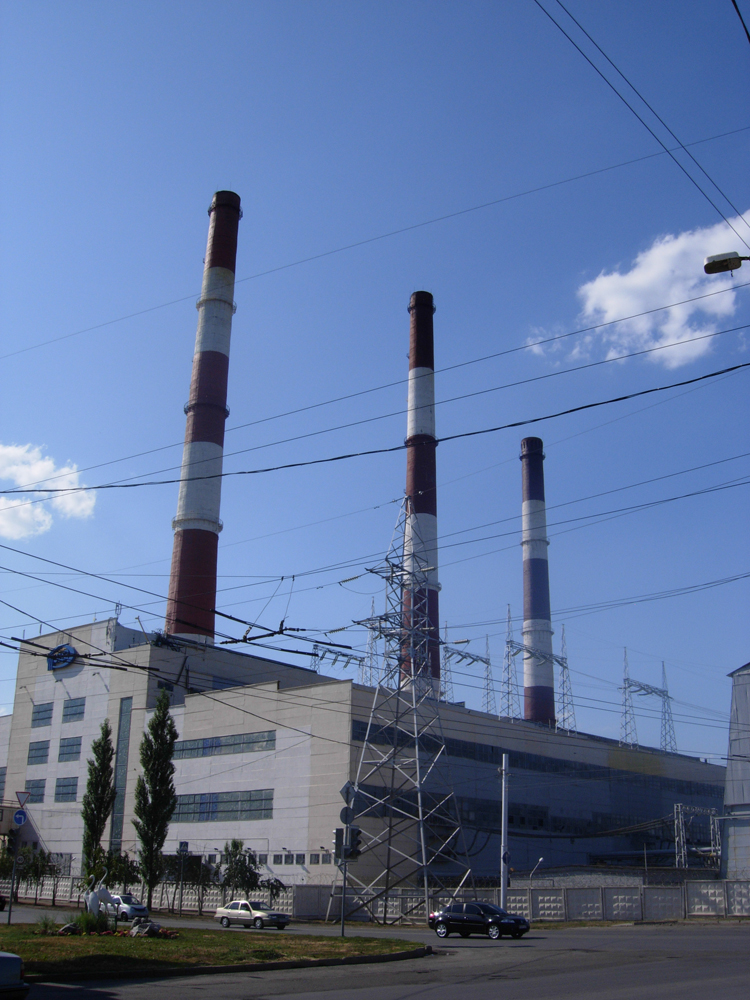
Уфимская ТЭЦ-2
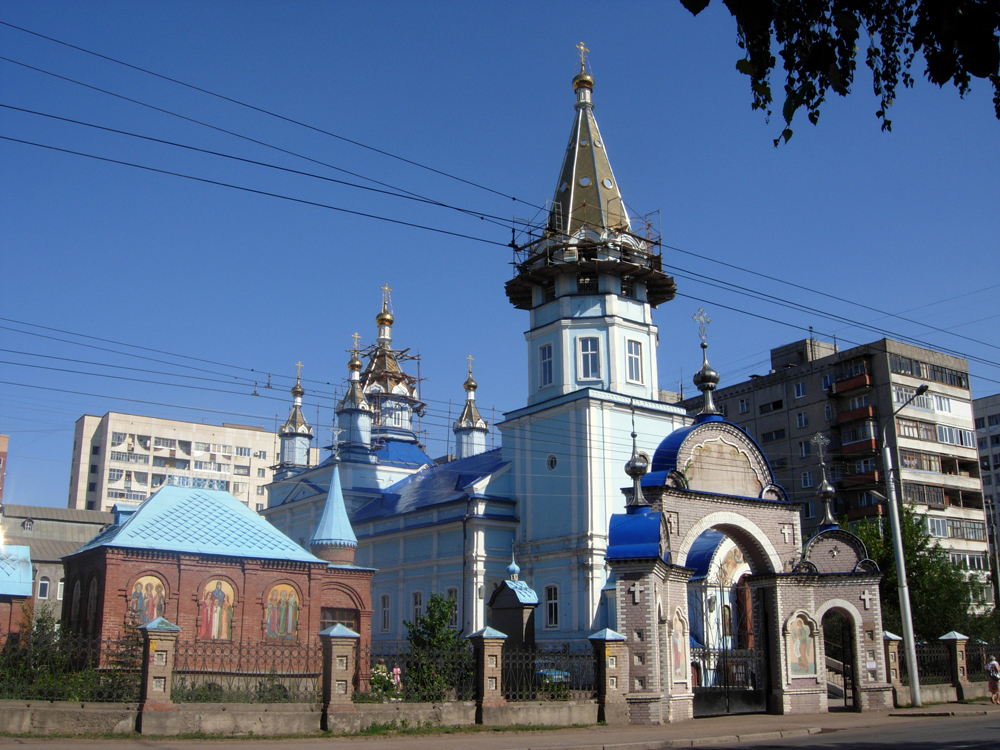
Богородско-Уфимский храм
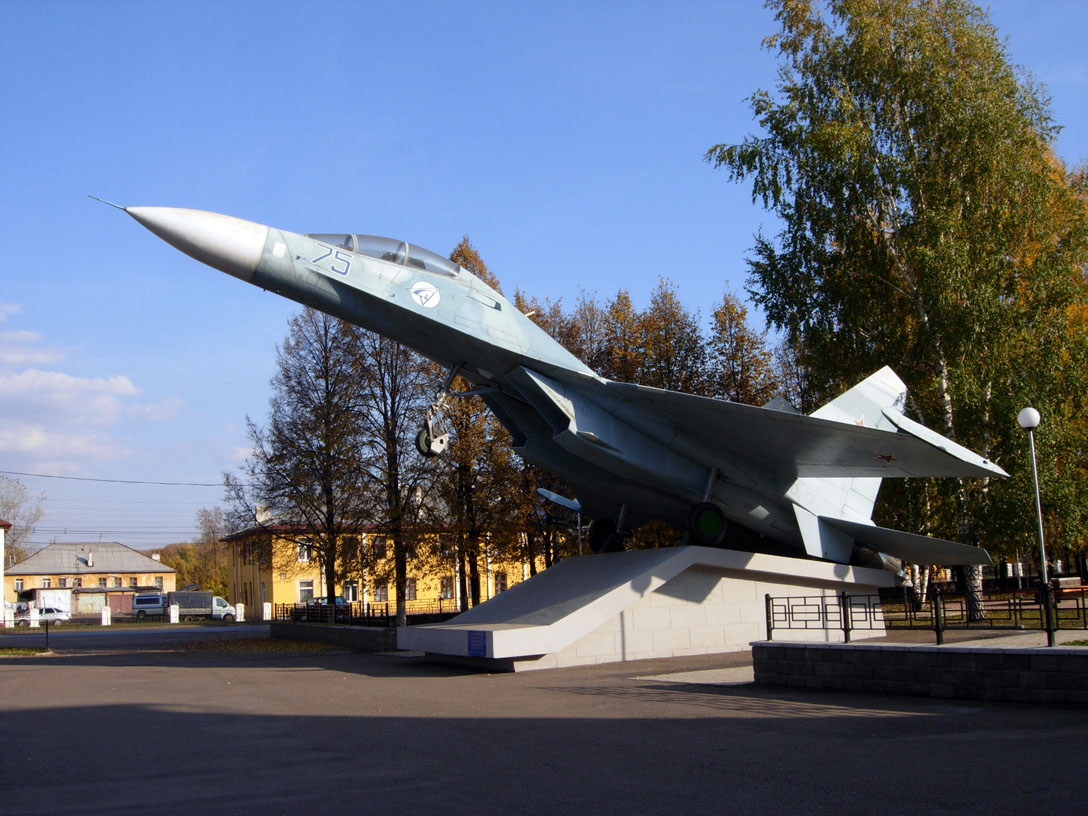
Истребитель Су-27 перед заводом УМПО
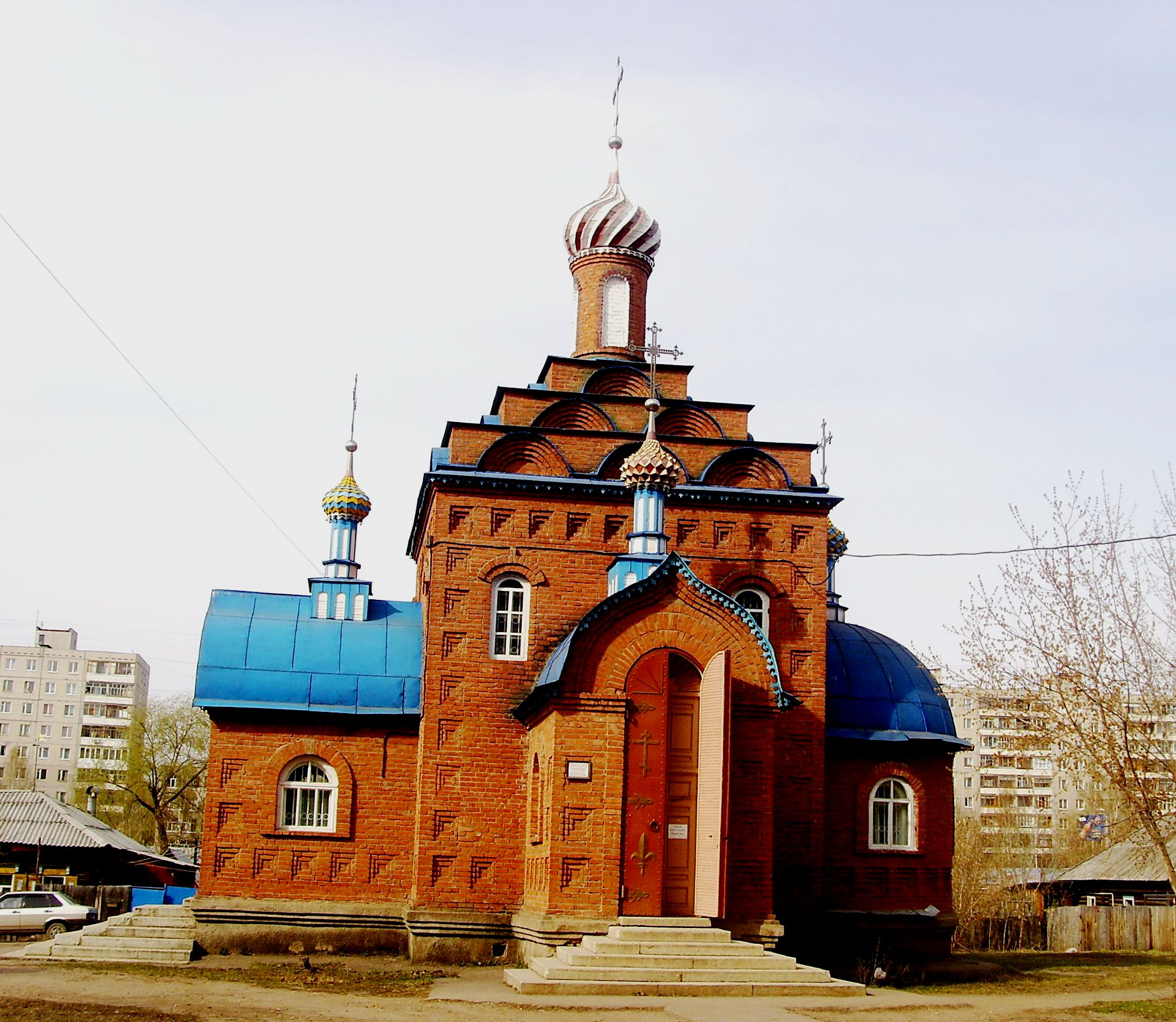
Часовня святого источника
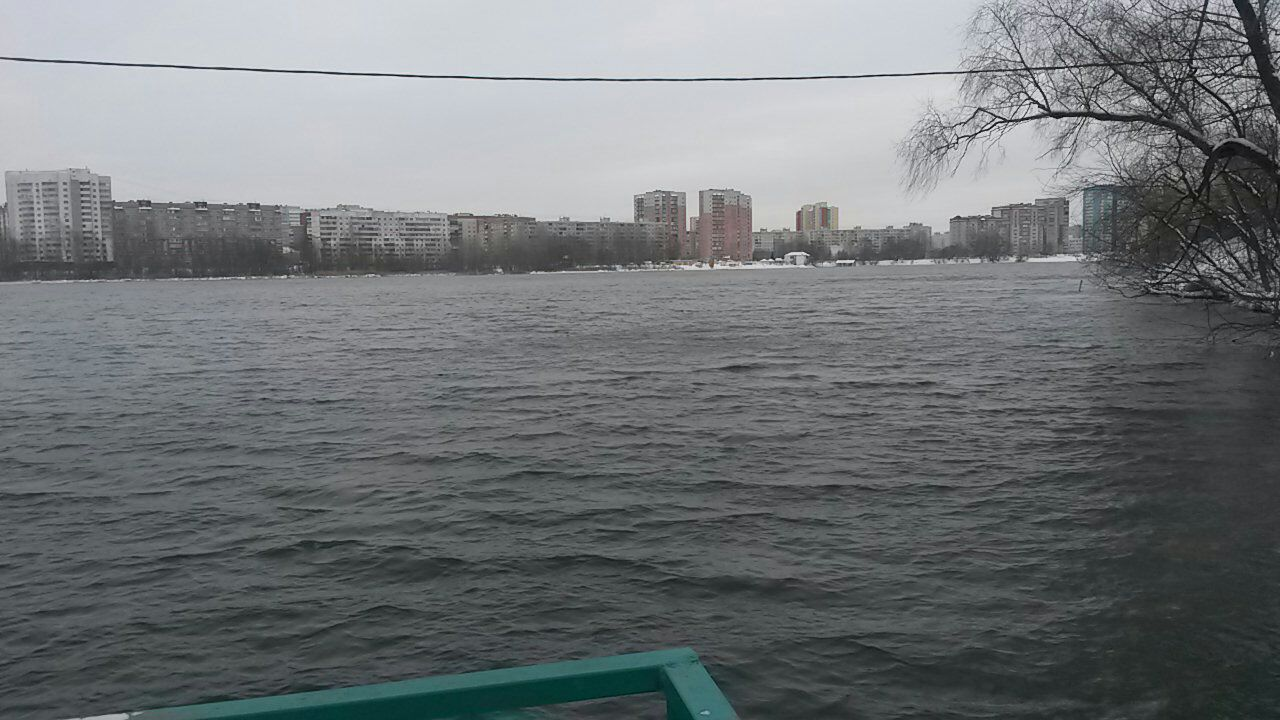
Вид на микрорайон Инорс-7